# Megachile insularis
Megachile insularis är en biart som beskrevs av Smith 1859. Megachile insularis ingår i släktet tapetserarbin, och familjen buksamlarbin. Inga underarter finns listade i Catalogue of Life.